# Raoul Biltgen
Raoul Biltgen (Esch-sur-Alzette, 1 de juliol de 1974) és un actor i autor luxemburguès. És autor de diverses obres de teatre i viu a Viena.

## Obra
- Einer spricht: Monologe. Op der Lay, Esch-sur-Sûre 2007
- perfekt morden: Roman. Molden, Wien 2005
- Heimweg: Trilogien. Op der Lay, Esch-sur-Sûre 2000
- Manchmal spreche ich sie aus: Gedichte. Op der Lay, Esch-sur-Sûre 1999